# Oxyporus
Genre
Oxyporus est un genre de coléoptères de la famille des staphylinidés.

## Espèces rencontrées en Europe
- Oxyporus (Oxyporus) mannerheimii Gyllenhal, 1827
- Oxyporus (Oxyporus) maxillosus Fabricius, 1793
- Oxyporus (Oxyporus) rufus (Linnaeus, 1758) - Oxypore roux
- Oxyporus dimidiatus Fabricius, 1798

## Liste d'espèces
Selon Catalogue of Life (1 septembre 2014) :
- Oxyporus andinus
- Oxyporus borealis
- Oxyporus brunneus
- Oxyporus bucholtzii
- Oxyporus cervinogilvus
- Oxyporus changbaiensis
- Oxyporus cinnamomeus
- Oxyporus corticola
- Oxyporus cuneatus
- Oxyporus fragilis
- Oxyporus ginkgonis
- Oxyporus lacera
- Oxyporus lacerus
- Oxyporus latemarginatus
- Oxyporus lilaceus
- Oxyporus macroporus
- Oxyporus mollis
- Oxyporus neotropicus
- Oxyporus obducens
- Oxyporus pearsonii
- Oxyporus pellicula
- Oxyporus phellodendri
- Oxyporus philadelphi
- Oxyporus piceicola
- Oxyporus populinus
- Oxyporus ravidus
- Oxyporus rufipusillus
- Oxyporus schizoporoides
- Oxyporus similis
- Oxyporus sinensis
- Oxyporus spiculifer
- Oxyporus subflavus
- Oxyporus subpopulinus
- Oxyporus subulatus